# Hezil Suyu
Il fiume Hezil Suyu (anche Hezil Çayı oppure fiume Nizil, in lingua turca suyu significa acqua; in curdo Ava Hêzil‎) è un fiume dell'altopiano del Kurdistan, in Turchia sud-orientale nella Regione dell'Anatolia Orientale che scorre interamente nella Provincia di Şırnak e fa da confine tra la Turchia e l'Iraq.
Il fiume Hezil Suyu non scorre in territorio Iracheno e non attraversa la città di Zakho ed è situato a ovest e a nord-ovest della città Irachena di Zakho e scorre completamente in territorio Turco.
Il fiume Hezil Suyu non è da essere confuso con il fiume affluente del Tigri il Piccolo Khabur che scorre a est della città di Zakho e la attraversa unendosi poi al suo affluente Hezil Suyu a ovest di essa.